# Дубонт (езеро)
Езерото Дубонт (на английски: Dubawnt Lake) е 2-рото по големина езеро в канадската територия Нунавут. Площта му, заедно с островите в него е 3833 км2, която му отрежда 15-о място сред езерата на Канада. Площта само на водното огледало без островите е 3629 км2. Надморската височина на водата е 236 м.
Езерото се намира в югозападната част на канадската територия Нунавут, а малка част от западната му половина попада в Северозападните територии. Дължината му от север на юг е 109 км, а максималната му ширина от запад на изток – 68 км.
Дубонт има изключително силно разчленена брегова линия, с безбройни заливи, полуострови, протоци и острови с площ от 204 км2, като най-големият остров в езерото е Сноу.
През езерото протича река Дубонт, вливаща се в югозападния му ъгъл и изтичаща от североизточната част на Дубонт.
През краткия летен сезон езерото се посещава от стотици от любители на лова и риболова в района.
Езерото е открито от Самюъл Хиърн, служител на компанията „Хъдсън Бей“, занимаваща се с търговия на ценни животински кожи през 1770 г.
Вторично езерото е открито и за първи път изследвано и картирано през 1893 г. канадският геолог и картограф Джоузеф Тирел.